# 布雷路之兽
布雷路之兽（英語：Beast of Bray Road）或称布雷路野兽、布雷路怪兽（Bray Road Beast）是一只首次报导于20世纪80年代，于威斯康星州埃尔克霍恩的一条乡村道路目击到的神秘生物。这个生物名称的流传已经超出了其栖息的范围，来自威斯康星州南部和伊利诺伊州北部最初一组报告中两种未知生物的描述都具有相似的特征。

## 描述
布雷路怪兽的描述来自目击证人所说的几方面：熊一般的怪物，类似大脚怪毛茸茸的两足动物，巨大（四肢着地时有2至4英尺，站立有7英尺高）且像是有智慧的狼一样的怪物，易于用后肢直立行走并且体重有400至700磅。这就说明它的皮毛是棕灰色，类似于狗或熊。
虽然布雷路怪兽从人变身成狼的过程从未有人看见，但它已经被新闻报纸描述成狼人。

## 解释
已经提出了以许多动物为基础的理论。说法中包括：该生物是一种未被发现的野生犬类，一只瓦西拉（Waheela，加拿大西北地区纳汉尼谷目击的类似狼的神秘生物),一只狼狗或科伊狗。
也有可能是恶作剧和集体歇斯底里把正常的生物制造成虚构的生物而人为地把目击集中在相同的地区。在威斯康星州发现踪迹的同时，邻近的密歇根州也有类似的遭遇事件。史蒂夫·库克（Steve Cook）在收到几十起报告，包括这只生物的照片和影片证据后，创作了一首叫做《传奇》（The Legend）的关于1987年密歇根犬人的流行歌曲。目前还没找到此生物在两州之间，存在其他生物有相似的描述。

## 流行文化
布雷路怪兽出现在电视节目Mystery Hunters以及一些书籍和电影中。有关它的文章出现在了《世界新闻周刊》中。目击衍生出2005年由雷·斯科特（Leigh Scott）导演的一部同名剥削电影（The Beast of Bray Road）。历史频道节目Monster Quest对这只怪兽展开调查，并对所有目击证人进行了测谎测试。测谎人员没有找到任何表明证人编造故事的迹象。它也出现在《怪兽档案》第三季上，影片中它攻击了一支激进民兵队的部分成员。重金属乐队“凯奇”（Cage）撰写并发布了同名歌曲“The Beast of Bray Road”，此歌于2011年出现在他们的专辑Supremacy of Steel中。